# چوپانان
چوپانان یکی از روستاهای شهرستان نایین در استان اصفهان است. این روستا در دهستان چوپانان در بخش انارک قرار دارد. چوپانان در فاصله ۹۵ کیلومتری شرق انارک واقع شده دارای جمعیتی حدود ۲۳۰۰ نفر است. در سرشماری سال ۱۳۹۰ شغل عمده اهالی کشاورزی و دامداری و رانندگی کامیون است.
این دهستان از شمال به ریگ جن و استان سمنان و از جنوب به استان یزد از غرب به انارک و از شرق به شهرستان خور منتهی می‌شود.

## تاریخچه
چوپانان روستایی جدید است که تأسیس آن حدود سال ۱۲۸۰ هجری شمسی می‌باشد. البته سون هدین در کتاب خود که با نام کویرهای ایران ترجمه شده‌است، تأسیس ابن روستا را ۱۹۰۳ می‌داند. قبل از آن در محل این روستا چاهی بوده‌است که چوپانها و گله داران و ساربانان برای آب دادن به گوسفندان و شتران خود از آن استفاده می‌کردند.
در حدود سال ۱۲۸۰ خورشیدی چند نفر از شترداران و صاحبان گله‌ها تصمیم می‌گیرند که قناتی در آن منطقه حفر کنند. پس از تکمیل قنات معلوم شد که آب زیادی از قنات بدست می‌آید و می‌توان برای کشاورزی نیز از آن استفاده کرد؛ و بدین صورت سنگ بنای روستا گذاشته می‌شود.
بنیان‌گذاران چوپانان شتردارانی اهل انارک بوده‌اند و به شغل باربری از جنوب کشور تا تهران مشغول بودند. به علت هرج و مرج در دوره قاجار ترجیح می‌دهند که به شترداری پایان داده و زندگی قلعه نشینی و کشاورزی را انتخاب کنند این افراد و شرکا به شرح زیر می‌باشند:
1. حاج محمدعلی فرزند رمضان (خاندان مستقیمی) مالک دو شبانه روز املاک چوپانان
2. حاج محمد علی فرزند محمد ابراهیم (خاندان عمادی) مالک دو شبانه روز چوپانان
3. محمد فرزند حاج عبدالله (خاندان بقایی و رحیمی) مالک یک شبانه روز
4. باقر فرزند حاج محمد (خاندان امینی) مالک یک شبانه روز
5. حاج مهدی فرزند حاج عبدالله (خاندان عسگری) مالک یک شبانه روز
6. حاج محمد فرزند حاج رحیم (زاهدی) یک شبانه روز

به علت مخالفت جندقی‌ها (ظاهراً مخالفت جندقی‌ها شایعه ایست که کارگزار مشیرالملک نایینی برای کارشکنی در حفر قنات چوپانان به دستور ایشان ساخته‌است و صحت ندارد که با شراکت مشیرالملک غائله ختم به خیر می‌شود) و اینکه زمین‌های آماده را از آن خود می‌دانستند و ممکن بود برای مالکیت آن‌ها مشکلاتی پدید آید تصمیم می‌گیرند که دو شبانه روز از مالکیت چوپانان به مشیرالملک نائینی منشی دفتر ظل السلطان اعطا شود تا او حامی روستا در مقابل آنان باشد فرزندان مشیر الملک یا خود ایشان بعداً املاک خود را به خاندان طباطبایی در چوپانان می‌فروشند.

## موقعیت جغرافیایی
روستا در طول جغرافیایی ۵۴٫۳۷ درجه شرقی و عرض جغرافیایی ۳۳٫۶۱ درجه شمالی قرار دارد. وسعت روستا و زمین‌های کشاورزی آن حدود چهار کیلومتر مربع یا چهارصد هکتار است.
راه‌های ورودی روستا یکی جاده چوپانان به انارک و دیگری جاده چوپانان به جندق و چاملک است و جاده چوپانان به اردکان است.
فاصله چوپانان تا شاهرود ۴۰۰کیلومتر وتا گنبد کاووس ۵۳۵ کیلومتر وتا گرگان ۵۲۵ کیلومتر است

## زبان و فرهنگ
لهجه محلی مردم چوپانان لهجه چوپونونی نامیده می‌شود بیش از ۹۵٪از واژگان آن با فارسی مشترک است. این لهجه در روستاهای اطراف آن و نیز در گرمه، ایراج، مهرجان و رباط پشت بادام نیز وجود دارد و از نظر غنای واژگان و لحن شبیه به لهجه محلی شیراز است.
فرهنگ لغات یا واژگان چوپانانی در وبگاه آن به صورت برخط (آنلاین) وجود دارد.

## جاذبه‌های گردشگری
- امامزاده(منتسب)

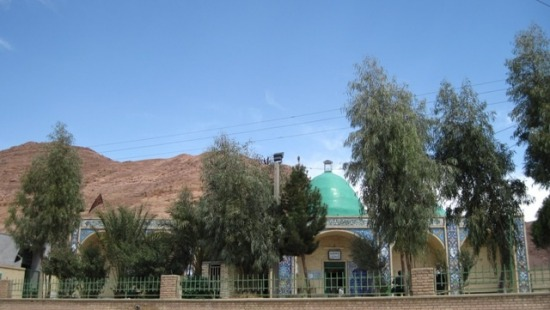
امامزاده سید جلال‌الدین چوپانان

ساختمان این امامزاده در حدود هفتاد سال قبل بنا شده‌است و بانی آن فرد مؤمن و خیری به نام استاد محمد حسین نظریان بوده‌است. وی چند نوبت در خواب می‌بیند که در محل فعلی امامزاده نوری از آسمان نازل شده و در آن محل فرود می‌آید. سپس در خواب به وی الهام می‌شود که به نیت فرزند یکی از امامان ساختمانی بنا کند. وی که خود معمار ماهری بوده‌است دست به کار می‌شود و با کمک اهالی ساختمان اولیه آن را می‌سازند. از آن زمان تاکنون کرامتهای زیادی از آن امامزاده دیده شده‌است و در نزد اهالی قداست خاصی دارد. در سال‌های اخیر ساختمان آن را گسترش داده‌اند.
- ریگهای روان ریگ جن

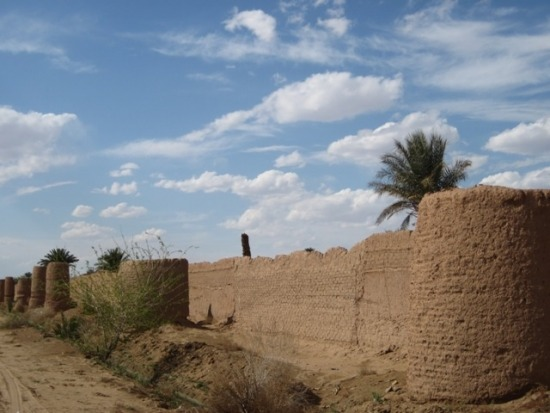
دیوارهای به جا مانده از قلعه چوپانان که مانعی بر سر ریگهای روان نیز بوده‌اند. بسیاری از برجهای آن در طی تاریخ خراب شده‌اند

در طرف شمال روستا ریگهای روان به وسعت چندین کیلومتر وجود دارد که مشابه آن در صحرای عربستان و صحرای آفریقا دیده می‌شود. ریگ جن گستره‌ای است از شنزارهای روان. تا چشم کار می‌کند نمک است و ماسه و در بعضی مناطق باتلاق؛ باتلاق‌هایی که اگر شناختی از محل آن‌ها نداشته باشید قطعاً گرفتار شده و به جرگه همان آدم‌هایی می‌پیوندید که گرفتار روح و جن شده‌اند(!) فرورفتن در گل و لجن در ریگ جن شاید یکی از خطرناک‌ترین اتفاقاتی باشد که ممکن است گریبانگیر مسافران، البته مسافران ناوارد شود و آن‌ها را به کام مرگ بکشاند.
سالهای متمادی هیچ‌کس جرات آنکه به ریگ جن سفر کند و راز این کویر اسرارآمیز را کشف کند، نداشت، یا اگر حتی جراتش را هم داشت به دلیل ناآشنایی با منطقه در راه می‌ماند. از آن جمله می‌توان به سون هدین، نویسنده کتاب کویرهای ایران اشاره کرد که سال‌های زیادی از عمرش را در گوشه و کنار کویرهای ایران گذراند و کتاب کویرهای ایران را به رشته تحریر درآورد، اما با تمام تلاش‌هایش هیچ‌گاه موفق به دیدن ریگ جن یا بهتر بگویم فتح ریگ جن نشد.
سون هدین در ژانویه ۱۹۰۶ میلادی، از کنار ریگ جن گذشت و از چوپانی در آن حوالی نامش را پرسید که به او همین نام را گفتند (کتاب کویرهای ایران اثر سون هدین، از تقریباً فصل بیستم به بعد بارها اشاراتی به این کویر دارد و البته برای گریز از آن از حاشیه جنوبی کویر به سوی انارک رهسپار شد. او کاشف این کویر نبود، چون اولا آن منطقه برای مردم محلی و مسافران شناخته شده بود و دوم هدین، از نقشه‌های روسی و انگلیسی به ویژه برای شناخت اتراقگاه‌ها و چاه‌ها بهره می‌گرفت) و بعد از آن هم آلفونز گابریل در سال ۱۹۳۰ از نزدیکی آن گذر کرد، اما عبور از آن همچنان برای کویرنوردان به صورت یک رؤیا باقی ماند تا اینکه بالاخره در سال ۱۹۹۷ طلسم ریگ جن توسط علی پارسا، کویرشناس مقیم آمریکا شکسته شد. او به همراه آقای میرانزاده، رئیس پارک ملی کویر وقت با هواپیما بر فراز ریگ جن رفتند تا ثابت کنند که هیچ چیز شگفتی در ریگ جن وجود ندارد.
- حمام عمومی

حمام عمومی روستا که تا چند سال قبل نیز از آن استفاده می‌شد دارای ساختمان ضربی است و شباهت به حمامهای عمومی قدیمی کاشان دارد.
- کاروانسرای عباسی

این کاروانسرا واقع در روستای عباس‌آباد است. زمان احداث این کاروانسرا در زمان شاه عباس صفوی بوده‌است (این کاروانسرا از بناهای دوره قاجار است که به دستور مشیرالملک نایینی مالک عباس‌آباد ساخته شده‌است).

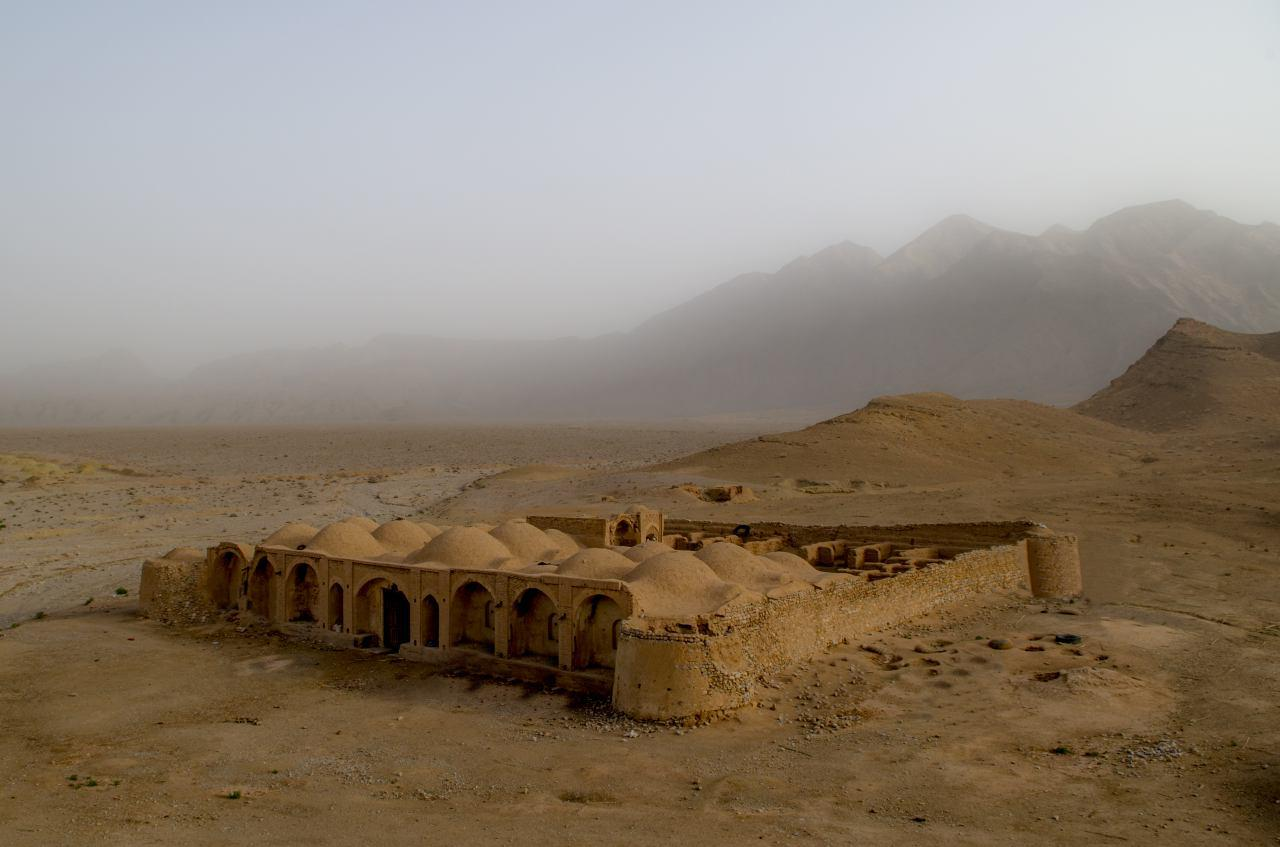
کاروانسرای عباس‌آباد چوپانان که در وسط منطقه حفاظت شده قرار دارد و طبق بررسی میراث مربوط به دوره قاجار است.

در حال حاضر به علت عدم مرمت و نداشتن محافظ نمای آن رقت‌برانگیز است ولی نقشه آن حکایت از عظمت آن در زمان‌های گذشته دارد. ساختمان فعلی کاروانسرا در زمان شاه عباس صفوی ساخته شده و هنوز نیز پابرجا و استوار است.
در مورد تاریخچه عباس‌آباد می‌گویند که شاه عباس و هیئت همراه که عازم زیارت مشهد بوده‌اند یا برمی‌گشته‌اند در کاروانسرای قبلی اتراق می‌کنند و چون آب و هوای آنجا نسبت به بیابانهای داغ آنجا بهتر بوده شاه عباس به وزیر خود که همراه وی بوده می‌گوید «من اینقدر در اینجا می‌مانم تا یک میوه از اینجا را بخورم». وزیر که می‌خواست حکم شاه را اجرا کند و از سوی دیگر نیز نمی‌شد بساط حکومت را در پایتخت بدون شاه و وزیر رها کرد در مقام چاره جویی برآمد و با پرس و جو فهمید که تخم شلغم خیلی زود سبز می‌شود؛ لذا مقداری تخم شلغم را در باغچه‌ای کاشتند و آبیاری کردند تا دو سه روز بعد علف آن که سر از خاک بیرون آورد آن را برای شاه عباس آوردند و وی آن را همراه با صبحانه خورد و بر عقل و درایت وزیرش آفرین گفت و سپس دستور داد تا کاروانسرای فعلی را در آن محل بسازند و یک قنات هم در آنجا حفر کنند. این دو در حال حاضر نیز در عباس‌آباد وجود دارند (قنات عباس‌آباد به دستور شاه عباس احداث شده ولی کاروانسرا از بناهای دوره قاجار است که به دستور مشیرالملک نایینی مالک عباس‌آباد ساخته شده‌است).

## امنیت
پاسگاه نیروی انتظامی در داخل روستا مستقر است و از نظر حوزه قضایی زیر نظر حوزه قضایی شهرستان نایین می‌باشد.نیرو های بسیج گشت های شبانه روزی دارند.

## بهداشت و درمان
مرکز بهداشتی درمانی: این روستا دارای یک مرکز بهداشتی درمانی است که خدمات بهداشتی و درمانی را زیر نظر شبکه بهداشت نایین به مردم ارائه می‌دهد.
پایگاه اورژانس جاده‌ای: این پایگاه به‌طور شبانه‌روزی برای حوادث جاده‌ای آماده خدمت است.

## راه‌ها و ارتباطات
- جاده و راه: از آنجا که جاده اصفهان به مشهد از این روستا می‌گذرد جاده‌ای اصلی و پر رفت‌وآمد است. جاده‌های ارتباطی دیگر شامل جاده اردکان به چوپانان، جاده چوپانان به مزارع اطراف، جاده چوپانان به عباس‌آباد، جاده چوپانان به آشتیان و حجت‌آباد می‌باشد.
- پست: یک دفتر پست در روستا مستقر است.
- مخابرات: یک مرکز تلفن مخابرات در روستا وجود دارد.
- تلفن ثابت: روستا دارای یک مرکز تلفن ثابت است که پیش‌شماره آن با بخش انارک مشترک است. اکثریت خانه‌های روستا دارای تلفن هستند.
- تلفن همراه: تلفن همراه اپراتورهای همراه اول و ایرانسل در روستا و جاده‌های اطراف آن آنتن‌دهی دارد.